# Louis Tavecchio

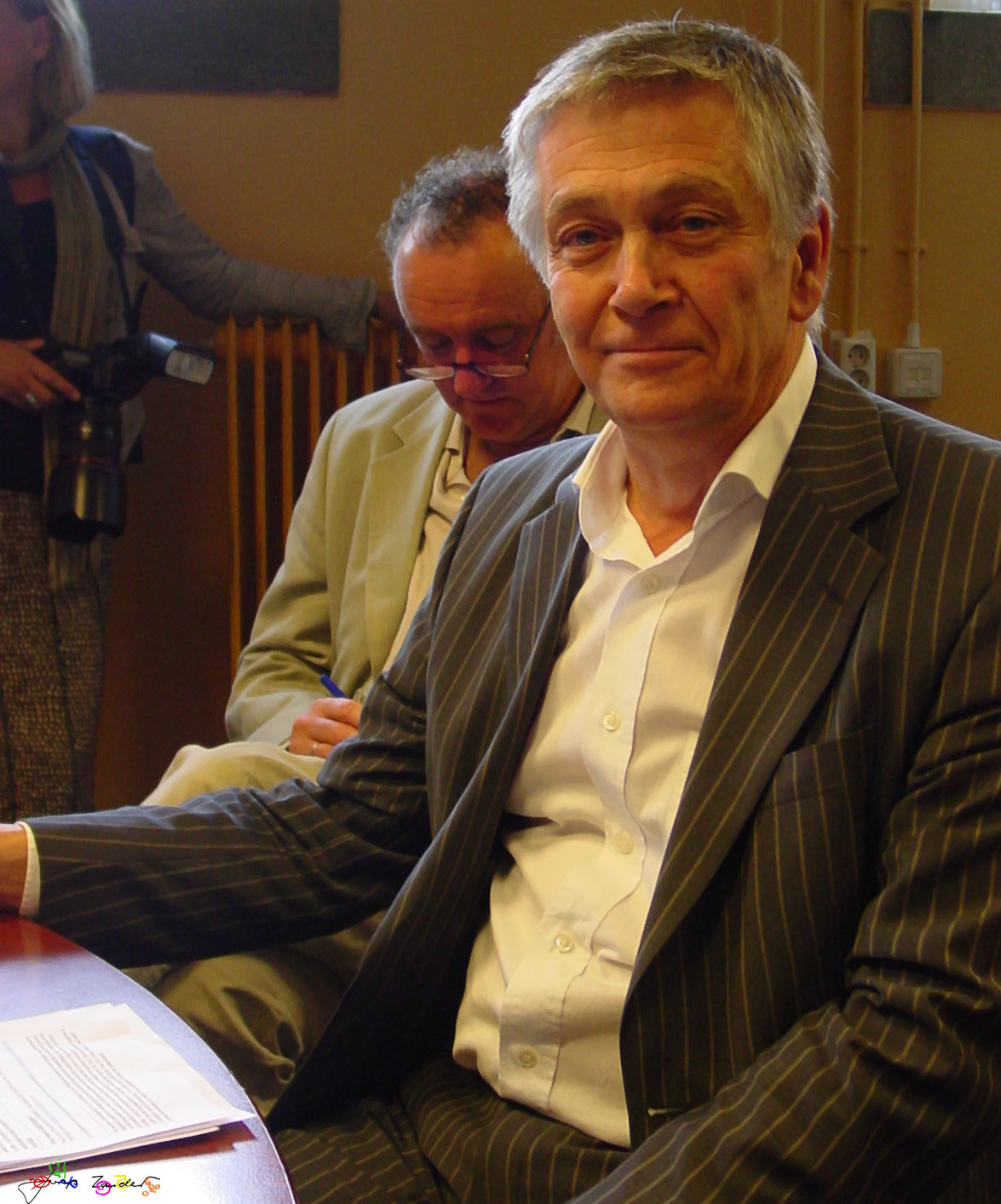
Louis Tavecchio als juryvoorzitter bij de uitreiking van de vaderdagtrofee m/v 2008

Louis Willem Cornelis Tavecchio (Den Haag, 10 maart 1946) is een Nederlands psycholoog.
Tavecchio werd geboren in Den Haag en is opgegroeid in de Haagse Schilderswijk. Hij werd door een betrokken onderwijzer 'ontdekt', die erop toezag dat hij op school de aandacht kreeg die hij intellectueel verdiende.
Tavecchio ging naar het gymnasium, studeerde psychologie aan de Universiteit van Amsterdam (UvA), volgde een twee-jarige postdoctorale opleiding Gedragstherapie en promoveerde in 1977 aan de UvA op een onderzoek naar de meting en evaluatie van onderwijsgedrag. Eind 1975 trad hij in dienst van de Universiteit Leiden bij de afdeling Algemene en gezinspedagogiek, waar hij tot begin 2007 werkzaam was. In 1979 werd hij benoemd tot wetenschappelijk hoofdmedewerker en in 1985 tot universitair hoofddocent Gezinspedagogiek. In de periode 1978-1988 was hij nauw betrokken bij de start en verdere ontwikkeling van het project 'Vroegkinderlijke opvoeding', waarin de nadruk lag op empirisch onderzoek naar gehechtheidsrelaties ('attachment'). In de jaren negentig voerde hij in toenemende mate ook onderzoek uit in opdracht van anderen, waaronder onderzoek naar thuisloze jongeren en het eerste serieuze empirische onderzoek naar de kwaliteit van de kinderopvang in Nederland. Van 1989-1995 was hij voorzitter van de werkgemeenschap Empirisch Gezins-pedagogisch Onderzoek van NWO/PEDON.
In 2001 keerde hij terug bij de UvA (afdeling Pedagogiek & Onderwijskunde) als bijzonder hoogleraar pedagogische aspecten en kwaliteit van kinderopvang met de oratie Van opvang naar opvoeding. Tot zijn pensioen was hij coördinator en samen met collega-hoogleraar Marianne Riksen-Walraven (Radboud Universiteit Nijmegen) projectleider van het Nederlands Consortium Kinderopvang Onderzoek (NCKO). Van februari 2007 tot september 2013 vervulde hij tevens de functie van Lector Vraaggerichte Methodiekontwikkeling en Onderzoek bij het Kenniscentrum van het domein Maatschappij en Recht van de Hogeschool van Amsterdam.  
Hij houdt zich daarnaast specifiek bezig met de ontwikkeling van jongens en de betekenis van vaderschap. Hij heeft regelmatig de aandacht gevraagd voor het gebrek aan mannelijke opvoeders in kinderopvang en primair onderwijs. Van 2006 tot 2012 was hij hoofdredacteur van het tijdschrift Pedagogiek en tot 2013 lid van de redactie van Kind & Adolescent Review.
Hij publiceerde enkele honderden (inter)nationale artikelen, hoofdstukken en boeken op het gebied van gezinsopvoeding, kinderopvang en hulpverlening. Ook schreef hij enkele boeken op het gebied van sociaal-wetenschappelijke onderzoeksmethoden en statistiek.
In verband met zijn pensionering nam Louis Tavecchio op 3 maart 2011 afscheid van de Universiteit van Amsterdam. Als emeritus zal hij nog wel promovendi blijven begeleiden. Bij gelegenheid van zijn afscheid werd in de pers weer veelvuldig aandacht geschonken aan zijn opvattingen over de betrokkenheid van mannen bij de opvoeding en opvang van kinderen.
Tavecchio is gehuwd, hij heeft een zoon en twee dochters.